# Ґрейс Рузвелт
Ґрейс Рузвелт (англ. Grace Roosevelt; 3 червня 1867 — 29 листопада 1945) — колишня американська тенісистка.
Перемагала на турнірах Великого шолома в парному та змішаному парному розрядах.

## Кар'єра

### Фінали турнірів Великого шолома

#### Парний розряд (1–1)
| Результат | Рік  | Турнір        | Покриття | Партнерка     | Суперниці                       | Рахунок       |
| --------- | ---- | ------------- | -------- | ------------- | ------------------------------- | ------------- |
| Перемога  | 1890 | Чемпіонат США | Трава    | Еллен Рузвелт | Марґарет Баллард Берта Таунсенд | 6–1, 6–2      |
| Поразка   | 1891 | Чемпіонат США | Трава    | Еллен Рузвелт | Мейбл Кегілл Емма Лівіт-Морґан  | 6–2, 6–8, 4–6 |

#### Мікст (1–1)
| Результат | Рік  | Турнір        | Покриття | Партнер      | Суперник і суперниця     | Рахунок            |
| --------- | ---- | ------------- | -------- | ------------ | ------------------------ | ------------------ |
| Перемога  | 1889 | Чемпіонат США | Трава    | A. E. Wright | Берта Таунсенд C. T. Lee | 6–1, 6–3, 3–6, 6–3 |
| Поразка   | 1891 | Чемпіонат США | Трава    | C. T. Lee    | Мейбл Кегілл М. Р. Райт  | 4–6, 0–6, 5–7      |